# Клод Пірон
Клод Пірон (фр. Claude Piron, 26 лютого 1931—22 січня 2008) — швейцарський лінгвіст, психолог, перекладач, видатний есперантист, пропагандист есперанто та рівності мов, автор багатьох художніх і публіцистичних творів мовою есперанто.

## Біографія
Клод Пірон народився в Бельгії, в місті Намюр в 1931 році. Отримавши лінгвістичну освіту, працював перекладачем для ООН (1956—1961) і ВООЗ (1961—1969), володів китайською, англійською, російською та іспанською мовами. Як перекладач ВООЗ Пірон побував у багатьох країнах Азії і Африки. Його численні міжнародні контакти значно вплинули на есперанто-діяльність. В кінці 1960-х років він отримав вищу освіту в галузі психології і з 1969 року займався здебільшого психотерапією. У 1973—1994 роках викладав психологію в Женевському університеті.
Пірон захопився міжнародною мовою есперанто в 1943 році, будучи школярем. Він залишався активним пропагандистом цієї мови до кінця свого життя. Мовою есперанто і про есперанто ним видано велику кількість художньої, навчальної, наукової та публіцистичної літератури (писав також під псевдонімом Johán Valano). Пірон був членом Академії есперанто, почесним членом Всесвітньої Есперанто-Асоціації, членом Асоціації письменників-есперантистів, лауреатом багатьох премій і конкурсів.
З 1978 року — швейцарський підданий. 22 січня 2008 року помер від серцевого нападу (Швейцарія, м.Гланд).

## Пірон і есперанто
Клод Пірон відомий як популярний письменник мовою есперанто. Його художні твори відрізняються захопливістю розповіді, але в той же час простотою стилю і активним використанням "прихованих" виразних здібностей есперанто (в першу чергу за рахунок «незвичного», але зрозумілого словотворення). Значну відомість та популярність отримали його навчальні повісті «Герда зникла!» (Gerda malaperis!) і «Дозволь мені сказати більше!» (Lasu min paroli plu!), В яких захоплюючий сюжет представлений у формі текстів з поступовим ускладненням, наступною ознакою котрих було орієнтування на відпрацювання тих чи інших граматичних особливостей есперанто.
Як есперанто-поет Пірон знаменитий поетичною збіркою «По-доброму» (Malmalice, есперанто-назва являє собою не перекладну гру слів). Крім цього, він перекладав пісні з багатьох мов, популярність має його аудіо-альбом «Поласувати грушею» (Frandu Piron, 1982).
У численних лінгвістичних та науково-популярних статтях про есперанто К. Пірон описує різні лінгвістичні та соціологічні аспекти есперанто. Будучи психологом, він висунув і постійно відстоював тезу про те, що есперанто є більш пристосованим для людської психіки, ніж національні мови, тому що більш послідовно відповідає принципу «подібним поняттям — подібні форми вираження». Велику популярність і неоднозначну оцінку серед есперантистів отримала його книга «Добра мова» (La bona lingvo), в якій він відстоює принципи «простого есперанто», здатного черпати ресурси для збагачення в самому собі, у своїй граматичній структурі (на противагу ідеї «багатого есперанто», що черпає багатство форм у національних мовах).
Пірон був автором численних публікацій про багатомовність та мовних проблем (есперантською, французькою та англійською мовами), в яких він переконливо захищав есперанто як засіб для міжнародного спілкування; особливо відомо його твір «Мовна проблема — від хаосу до здоровому глузду» (Le Défi des langues — Du Gâchis au bon sens, 1994, видана також португальською мовою).

## Найбільш значимі твори
Серія так званих «Чи-романів» (Ĉu-romanoj):
- «Чи готуєте Ви по-китайськи?» (Ĉu vi kuiras ĉine?, 1976)
- «Чи достатньо він пригальмував?» (Ĉu li bremsis sufiĉe?, 1978)
- «Він прийшов з космосу?» (Ĉu li venis trakosme?, 1980)
- «Ми зібралися марно?» (Ĉu ni kunvenis vane?, 1982)
- «Померти їй в русі?» (Ĉu ŝi mortu tra-fike?, 1982, есперанто-назва містить не перекладену гру слів: «trafike» - в русі, від руху, «tra-fike» - від сексу)

Поезія:
- Поетична збірка «По-доброму» (Malmalice, 1977, есперанто-назва являє собою не перекладену гру слів)

Навчальна література мовою есперанто:
- «Герда зникла» (Gerda malaperis, 1983)
- «Дозволь мені сказати більше!» (Lasu min paroli plu!, 1984)
- «Вони схопили Ельзу! » (Ili kaptis Elzan!, 1985)
- «Без прощення» (Sen pardono, 1988, підручник)
- «Спасибі, друже! » (Dankon, amiko!, 1990)
- «Поцілункова хвороба» (La kisa malsano, 1991)

Дослідження та проблемні твори про есперанто:
- «Есперанто - європейська чи азійська мова?» (Esperanto: ĉu eŭropa aŭ azia lingvo?, 1977)
- «Психологічні реакції на есперанто» (Psikologiaj reagoj al Esperanto, 1988)
- «Добра мова» (La bona lingvo, 1989)
- «Есперанто з точки зору письменника» (Esperanto el la vidpunkto de verkisto, 1992)

Аудіо-альбом «Поласувати грушею» (Frandu Piron, 1982)
Французькою мовою:
- «Мовна проблема - від хаосу до здоровому глузду» (Le Défi des langues - Du Gâchis au bon sens, 1994, видана також португальською мовою)